# 閉架式図書館

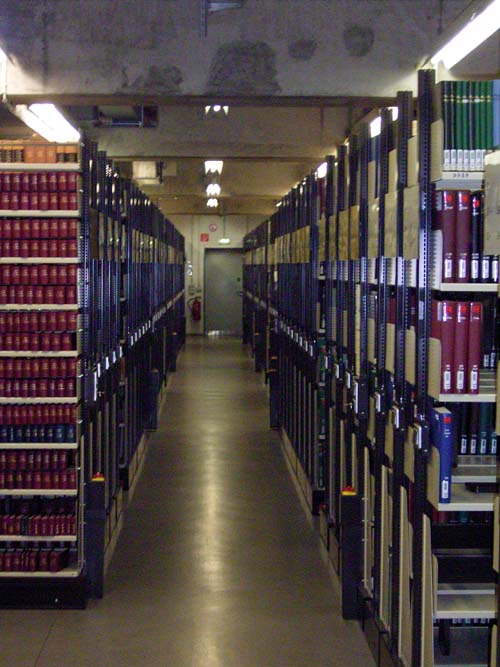
ハンブルク工科大学図書館の閉架書庫

閉架式図書館（へいかしきとしょかん）とは、書架が外部からの閲覧者に公開されていない図書館のことである。
目録や検索端末・インターネット検索画面などを元に資料を探す方式で、一般利用者は実際に書架の間を歩いたり本を直接手にとったりしながら探すことはできない。国立国会図書館や専門図書館や一般図書館の一部の書架など、資料の希少性が高いところで採用されている方式。
貴重な資料の収集、保管、整理、研究などを目的とする図書館や資料館などでは資料の破損を防ぐことができる、収納スペースを有効に活用することができる、不適切な場所へ資料を置くことから生じる紛失が防げるなどの理由から閉架式を採用することがある。ただし、資料の盗難対策としては完璧ではない。
また、利用者側にも資料の保存状態がよいことや紛失物件が少ないことの他、巨大な図書館から異なる主題の資料を多数取り集めたい場合などには閉架式であれば申し込みをして待っていればよいという利点がある。
完全閉架の図書館は、利用者に対応する図書館員がより多く必要となることなどからそう多くはない。ただし、地方自治体の図書館などでも、収納スペースの都合や貴重書の保管対策、保管期間内ではあるが1年程度の閲覧の多い時期を過ぎた雑誌などの逐次刊行物など、閉架で扱ったほうが都合の良い資料も多いため、開架と閉架を併用した図書館は多い。